# Vehículo táctico ligero conjunto
El Vehículo Táctico Ligero Conjunto (en inglés: Joint Light Tactical Vehicle, JLTV) es un programa militar del Ejército de Estados Unidos, el Cuerpo de Marines de los Estados Unidos y el Mando de Operaciones Especiales de los Estados Unidos para reemplazar parcialmente la flota de Humvee con una familia de vehículos con mayor capacidad de supervivencia y mayor carga útil. Los primeros estudios para el programa JLTV se aprobaron en 2006. El programa JLTV incorpora las lecciones aprendidas del programa anterior Future Tactical Truck Systems y otros esfuerzos asociados.
El programa JLTV ha evolucionado considerablemente a lo largo de varias fases de desarrollo e hitos, incluidos los números requeridos y los precios. Las variantes son capaces de desempeñar funciones de transporte de armamento, servicios públicos, comando y control (refugio), ambulancia, reconocimiento y una variedad de otras funciones de apoyo táctico y logístico. JLTV sigue la estrategia de armadura a largo plazo del ejército de EE. UU. con kits para dos niveles de protección de armadura. El Oshkosh L-ATV fue seleccionado como ganador del programa JLTV en agosto de 2015 y se le adjudicó un contrato de producción inicial para hasta 16.901 JLTV. El ejército de EE. UU. aprobó el JLTV para su producción a pleno rendimiento en junio de 2019.